# تلمبه احمد فیروزی
تلمبه احمد فیروزی یک منطقهٔ مسکونی در ایران است که در دهستان تنگ نارک واقع شده‌است.